# Henk de Haan (verzetsstrijder)
Hendrik (Henk) Ernst de Haan (Batavia (Nederlands-Indië), 4 mei 1920 – Eenum, 21 juli 1944) was een Nederlands verzetsstrijder in de Tweede Wereldoorlog. Hij was lid van de knokploeg-Slochteren.

## Levensloop
De Haan groeide op in Nederlands-Indië. In 1938 kwam hij met verlof naar Nederland. Zij keerden in 1939 terug, maar hij bleef om in Delft om techniek te studeren aan de Technische Hogeschool. Na de studentenrazzia's in februari 1943 dook hij onder bij een oom in Loppersum. Via hem kwam De Haan terecht bij Jan Molenkamp in Eenum.
Molenkamp introduceerde Haan in het verzet. Hij werd lid van de knokploeg-Slochteren en deed mee aan de overvallen op distributiekantoren in Kantens, Zuidbroek, Hoogezand en Slochteren. Meestal maakte De Haan gebruik van een breekijzer.
De overval op het distributiekantoor in Slochteren op 21 juni 1944 verliep niet geheel volgens plan. Een persoon waarschuwde de Duitse instanties. De Sicherheitsdienst viel dezelfde dag nog de boerderij van Jan Molenkamp, die al onder verdenking stond, binnen. Zowel De Haan als Jan Lever werden op de vlucht doodgeschoten. Kees Roeters werd gevangen genomen en overleed in februari 1945 in Sachsenhausen.

## Persoonlijk
De Haan was verloofd. Hij ligt begraven op het Ereveld Loenen.